# Dimman (1980)
Dimman är en amerikansk film från 1980 i regi av John Carpenter. 

## Rollista i urval
- Adrienne Barbeau - Stevie Wayne
- Jamie Lee Curtis - Elizabeth Solley
- Janet Leigh - Kathy Williams
- John Houseman - Mr. Machen
- Tom Atkins - Nick Castle
- James Canning - Dick Baxter
- Charles Cyphers - Dan O'Bannon
- Nancy Loomis - Sandy Fadel
- Ty Mitchell - Andy Wayne
- Hal Holbrook - Father Malone
- John F. Goff - Al Williams
- George 'Buck' Flower - Tommy Wallace
- Darwin Joston - Dr. Phibes
- Rob Bottin - Blake
- John Carpenter - Bennett